# Boris Jefimovič Nemcov
Boris Jefimovič Nemcov, ruski politik, gospodarstvenik in jedrski fizik, * 9. oktober 1959, Soči, Rusija, † 27. februar 2015, Moskva (ustreljen-atentat?).
Nemcov je bil delegat Jaroslavskega okrožja v dumi (6. sklic dume). Dolgo časa je bil vodilna sila liberalne partijske zveze ODD Solidarnost in podpredsednik politične stranke RPR-PARNAS ter član koordinacijskega sveta. Leta 2008 je bil glavni organizator združenja Solidarnost, leta 2012 pa organizator in govornik proti ponovni izvolitvi Vladimirja Putina za predsednika Ruske federacije.
Februarja 2015 ga je na mostu v bližini moskovskega kremlja ubil neznanec z več streli v hrbet. Njegovi sodelavci so ta dogodek povezali z njegovo kritično držo do Putinove vladavine.